# Holstein-frizijsko govedo
Holstein-frizijsko govedo pasmina je mliječnih goveda koja potječe iz nizozemskih pokrajina Sjeverne Nizozemske i Frieslanda te Schleswig-Holsteina iz sjeverne Njemačke. To je govedo s najvećom količinom mlijeka. Nizozemski i njemački uzgajivači uzgajali su i nadzirali razvoj pasmine s ciljem dobivanja životinja koje bi najbolje mogle iskoristiti travu, najizdašniji resurs toga područja. Tijekom stoljeća rezultat je bila visokoproduktivna crno-bijela muzna krava.
U Europi se ova pasmina na sjeveru koristi za mlijeko, a na jugu za meso. Od 1945. europski nacionalni razvoj doveo je do sve veće regionalizacije stočarstva i proizvodnje mlijeka. Više od 80% proizvodnje mlijeka odvija se sjeverno od linije koja povezuje Bordeaux i Veneciju, gdje se također nalazi više od 60% sve stoke. Ova promjena dovela je do potrebe za specijaliziranim životinjama za proizvodnju mlijeka (i govedine). Do tada su se mlijeko i govedina proizvodili od životinja dvostruke namjene. Pasmine, koje su nacionalne izvedenice nizozemske frizijske pasmine, postale su vrlo različite od onih koje su razvili uzgajivači u Sjedinjenim Američkim Državama, koji su ove krave koristili samo za proizvodnju mlijeka.
S razvojem poljoprivrede Novog svijeta počelo se razvijati tržište mlijeka u Sjevernoj i Južnoj Americi, a uzgajivači mlijeka okrenuli su se Nizozemskoj u potrazi za stokom. Nakon što je uvezeno oko 8800 frizijskih goveda, problemi s bolestima u Europi doveli su do prestanka izvoza na strana tržišta. Uzgajivači su uvezli goveda Holstein pasmine specijalizirane za proizvodnju mlijeka iz Sjedinjenih Američkih Država kako bi ih križali s europskim crno-bijelim govedima. Iz tog razloga, u modernoj upotrebi, "holstein" se koristi za opisivanje sjeverno- ili južnoameričkog goveda i njegove upotrebe u Europi, posebno na sjeveru. Frizijska goveda su životinje tradicionalnog europskog podrijetla, uzgajane za proizvodnju mlijeka i govedine. Križanje ove dvije pasmine opisuje se pojmom "holstein-frizijsko govedo". Danas se uzgaja u više od 150 država svijeta.

## Galerija
- Krave na paši.
- Tele holstein-frizijskog goveda.
- Ilustracija u knjizi iz 1913.
- Fotografija iz 1911. godine.